# Prix littéraires 1969
Liste des prix littéraires décernés au cours de l'année 1969 :

## Prix internationaux
- Prix Nobel de littérature : Samuel Beckett (Irlande et France)[1]
- Grand prix de littérature du Conseil nordique : Per Olov Enquist (Suède) pour L'Extradition des Baltes[2]
- Grand prix littéraire d'Afrique noire : Guy Menga (République du Congo) pour La Palabre stérile
- Prix littéraire des Caraïbes : Léon-Gontran Damas (France) pour l'ensemble de son œuvre
- Prix des Mascareignes : Benjamin Cazemage (d)  (France) pour  	La vie et l’œuvre de Marius-Ary Leblond

## Allemagne
- Prix Georg-Büchner : Helmut Heißenbüttel

## Belgique
- Prix Victor-Rossel : Franz Weyergans pour L'Occupation

## Canada
- Grand prix du livre de Montréal : Fernand Dumont pour Le Lieu de l'homme : la culture comme distance et mémoire
- Prix Athanase-David : Alain Grandbois
- Prix littéraires du Gouverneur général :
  - Catégorie « Romans et nouvelles de langue anglaise » : Robert Kroetsch pour The Studhorse Man
  - Catégorie « Romans et nouvelles de langue française » : Louise Maheux-Forcier pour Une forêt pour Zoé
  - Catégorie « Poésie ou théâtre de langue anglaise » : George Bowering pour Rocky Mountain Foot and The Gangs of Kosmos et Gwendolyn MacEwen pour The Shadow-Maker
  - Catégorie « Poésie ou théâtre de langue française » : Jean-Guy Pilon pour Comme eau retenue
  - Catégorie « Études et essais de langue anglaise » : non décerné
  - Catégorie « Études et essais de langue française » : Michel Brunet pour Les Canadiens après la conquête
- Prix Jean-Hamelin : Michel Brunet pour Les Canadiens après la conquête

## Chili
- Prix national de Littérature : Nicanor Parra (1914-)

## Corée du Sud
- Prix de littérature contemporaine (Hyundae Munhak) :
  - Catégorie « Poésie » : Kim Hu-ran pour 粧刀와 薔薇
  - Catégorie « Roman » : Song Sangok pour 熱病
- Prix Woltan : Kim Woo-jong pour 한국현대소설사

## Espagne
- Prix Nadal : Francisco García Pavón, pour Las hermanas coloradas
- Prix Planeta : Ramón J. Sender, pour En la vida de Ignacio Morel
- Prix national de Narration : Luis Berenguer (es), pour Marea escorada
- Prix national de poésie : non décerné
- Prix Adonáis de Poésie : Ángel García López (es), pour A flor de piel.
- Prix d'honneur des lettres catalanes : Jordi Rubió i Balaguer
- Prix de la critique Serra d'Or :
  - Joan Fuster, pour Heretgies, revoltes i sermons, essai.
  - Pere Calders, pour Tots els contes, contes.
  - Baltasar Porcel, pour Els argonautes, roman.
  - Pere Quart, pour Circumstàncies, recueil de poésie.
  - Marià Manent i Cisa (ca), pour A flor d'oblit, œuvre narrative non fiction.
  - Josep Vicenç Foix, pour Darrer comunicat, poème en prose.

## États-Unis
- National Book Award : 
  - Catégorie « Fiction » : Jerzy Kosinski pour Steps (Des Pas)
  - Catégorie « Essais - Arts et Lettres » : Norman Mailer pour The Armies of the Night (Les Armées de la nuit)
  - Catégorie « Essais - Histoire et Biographie » : Winthrop Jordan pour White over Black: American Attitudes Toward the Negro, 1550-1812
  - Catégorie « Essais - Science, Philosophie et Religion » : Robert Jay Lifton: Death in Life: Survivors of Hiroshima
  - Catégorie « Poésie » : John Berryman pour His Toy, His Dream, His Rest
- Prix Hugo :
  - Prix Hugo du meilleur roman : Tous à Zanzibar (Stand on Zanzibar) par John Brunner
  - Prix Hugo du meilleur roman court : Les Ailes de la nuit (Nightwings) par Robert Silverberg
  - Prix Hugo de la meilleure nouvelle longue : Le Partage de la chair (The Sharing of Flesh) par Poul Anderson
  - Prix Hugo de la meilleure nouvelle courte : La Bête qui criait amour au cœur du monde (The Beast That Shouted Love at the Heart of the World) par Harlan Ellison
- Prix Nebula :
  - Prix Nebula du meilleur roman : La Main gauche de la nuit (The Left Hand of Darkness) par Ursula K. Le Guin
  - Prix Nebula du meilleur roman court : Un gars et son chien (A Boy and His Dog) par Harlan Ellison
  - Prix Nebula de la meilleure nouvelle longue : Le Temps considéré comme une hélice de pierres semi-précieuses (Time Considered as a Helix of Semi-Precious Stones) par Samuel R. Delany
  - Prix Nebula de la meilleure nouvelle courte : Passagers (Passengers) par Robert Silverberg
- Prix Pulitzer :
  - Catégorie « Fiction » : N. Scott Momaday pour House Made of Dawn (La Maison de l'aube)
  - Catégorie « Biographie et Autobiographie » : Benjamin Lawrence Reid pour The Man From New York: John Quinn and His Friends
  - Catégorie « Essai » : René Jules Dubos pour So Human an Animal et Norman Mailer pour The Armies of the Night (Les Armées de la nuit)
  - Catégorie « Histoire » : Leonard W. Levy pour Origins of the Fifth Amendment
  - Catégorie « Poésie » : George Oppen pour Of Being Numerous
  - Catégorie « Théâtre » : Howard Sackler pour The Great White Hope

## Finlande
- Prix Aleksis-Kivi : non décerné
- Prix Kalevi-Jäntti : Juhani Peltonen pour Päivän sankari
- Prix Eino-Leino : Mirjam Polkunen
- Prix national de littérature : Antti Hyry pour Leveitä lautoja, Mirkka Rekola pour Anna päivän olla kaikki, Pentti Saaritsa pour Weekend Guatemalassa, Bo Carpelan pour Bågen
- Prix littéraire de la ville de Tampere : Orvokki Autio pour Kaukana soi haitari
- Prix Tollander : Ralf Nordgren et Johan Wrede
- Prix Rudolf-Koivu : Maija Karma pour Piilomaan pikku aasi de Lea Pennanen
- Prix Topelius : Margareta Keskitalo pour Tyttö kuunarilaiturilla
- Prix Mikael-Agricola : Juhani Jaskari
- Médaille Anni-Swan : non décerné
- Prix d'écriture Juhana-Heikki-Erkko : Martti Issakainen
- Prix Juhana-Heikki-Erkko : Daniel Katz pour Kun isoisä Suomeen hiihti et Esko Raento pour Kokkonen
- Prix Finlande de l'Académie suédoise : Tito Colliander
- Médaille Kiitos kirjasta : Eila Pennanen pour Tilapää
- Prix Arvid-Lydecken : Aila Nissinen pour Terva-apila

## France
- Prix Goncourt : Félicien Marceau pour Creezy (Gallimard)
- Prix Médicis : Hélène Cixous pour Dedans (Grasset)
- Prix Renaudot : Max-Olivier Lacamp pour Les Feux de la colère (Grasset)
- Prix Interallié : Pierre Schoendoerffer pour L'Adieu au roi (Grasset)
- Grand prix du roman de l'Académie française : Pierre Moustiers pour La Paroi (Gallimard)
- Prix des libraires : René Barjavel pour La Nuit des temps (Presses de la Cité)
- Prix des Deux Magots : Elvire de Brissac pour À pleur-joie (Grasset)
- Prix du Quai des Orfèvres : Christian Charrière pour Dites-le avec des fleurs
- Prix du Roman populiste : Pierre Basson pour La Tête
- Prix mondial Cino-Del-Duca : Konrad Lorenz

## Italie
- Prix Strega : Lalla Romano, Le parole tra noi leggere (Einaudi)
- Prix Bagutta : Niccolò Tucci, Gli atlantici, (Garzanti)
- Prix Campiello : Giorgio Bassani, L'Airone
- Prix Napoli : non décerné
- Prix Viareggio : Fulvio Tomizza, L'albero dei sogni

## Monaco
- Prix Prince-Pierre-de-Monaco : Eugène Ionesco

## Royaume-Uni
- Prix Booker : P. H. Newby pour Something to Answer For
- Prix James Tait Black :
  - Fiction : Elizabeth Bowen pour Eva Trout
  - Biographie : Antonia Fraser pour Mary, Queen of Scots
- Prix WH Smith : Robert Gittings pour John Keats: The Living Year
- Prix John-Llewellyn-Rhys : Without a City Wall de Melvyn Bragg
- Médaille Carnegie : K. M. Peyton pour The Edge of the Cloud
- Prix Rose-Mary-Crawshay : Alethea Hayter pour Opium and the Romantic Imagination
- Prix Somerset-Maugham : Angela Carter pour Several Perceptions